# Герб Берестя
Герб Берестя — один з офіційних символів міста Берестя. Герб Берестя належить до історико-геральдичних пам'яток Білорусі.
Зареєстровано в Гербовому матрикулі Республіки Білорусь 1 червня 1994 року. № 1.
Опис герба: «У блакитному полі барокового щита срібний лук зі стрілою, скерованою наконечником вгору».

## Історія
У 1390 році Берестя отримало привілей на магдебурзьке право, однак точно невідомо, який герб використовувався на міських печатках до середини XVI ст.
За деякими відомостями, право на отримання герба Бересту було даровано великим князем Олександром привілеєм 1494 року: «у блакитному полі срібний лук зі стрілою, спрямованою вгору».
Згідно з привілеєм великого князя Сигізмунда III 1554 року, Берестя отримала право користуватися гербовою печаткою із зображенням чотирикутної вежі на червоному полі на місці злиття двох річок (Бугу і Мухавца). Цей герб зафіксований на друку війтовсько-лавніцької колегії міського магістрату.

Окрім цього Берестя мало іншу печатку, про яку згадує у своєму збірнику гербів 1584 року Бартош Попроцький:
| Ліві лапки | Горад Берасце ўжывае лук нацягнуты з накладзенай стралой і з тэкстам вакол: Sigillum civitat Brestensis Magni Duc Litvaniae. | Праві лапки |

У 1742—1775 рр. гербом Берестя був фігурний картуш, на якому зображався лук зі стрілою, спрямованою догори. Над картушем — корона.

Після третього поділу Речі Посполитої в 1795 році Берестя стало повітовим містом Гродненської губернії, і старий герб був скасований. Новий герб Міста був затверджений російською владою 6 квітня 1845 року разом з іншими містами Гродненської губернії. Цей варіант герба був створений на основі герба 1554 року. Новий герб мав такий опис:
| Ліві лапки | У верхняй частцы шчыта Гродзенскі герб; у ніжняй, у блакітным полі прадстаўлена зліццё рэк Буга і Мухаўца; на мысе, утвораным злучэннем рэк, пастаўлена кола сярэбраных шчытоў, сярод якіх узвышаецца крапасны штандар з двухгаловым арлом, у знак таго, што горад Брэст ператвораны ў крэпасць. | Праві лапки |

У кінці XIX ст. був створений проєкт нового герба Берестя: «У блакитному щиті перекинутий вилкуватий срібний хрест. У вільній частині герб Гродненської губернії». Однак він не був затверджений офіційно.
Сучасний герб міста був затверджений Рішенням Берестейської міської Ради народних депутатів 26 січня 1991 року: «На блакитному полі барокового щита срібний лук зі стрілою, скерованою наконечником вгору». Зареєстровано в Гербовому матрикулі Республіки Білорусь 1 червня 1994 року. № 1.

## Літаратура
- Цітоў А. К. Гарадская геральдыка Беларусі — Мн.: Полымя, 1989. — 207 с
- Цітоў А. К. Пячаткі старажытнай Беларусі: Нарысы сфрагістыкі — Мн.: Полымя, 1993. — С. 196—198.